# Obrtničko dvorište u Nürnbergu
Obrtničko dvorište u Nürnbergu (njem. Handwerkerhof Nürnberg) gradska je turistička atrakcija smještena na prostoru negdašnje oružarnice (njem. Waffenhof): dvorište je uređeno između Kraljevih vrata (njem. Königstor) – današnjega glavnog ulaza u stari grad, i Ženskih vrata (njem. Frauentor) – negdašnjega glavnog ulaza na jugoistočnoj strani gradskih zidina, nasuprot željezničkoga kolodvora. Srednjovjekovnom ugođaju toga „gradića usred velegrada“ osobito doprinose uske uličice, male trgovine i starinske obrtničke radionice.

## Povijest
Obrtničko dvorište u Nürnbergu osmišljeno je potkraj 1970. i stvoreno 1971. godine u povodu 500-te obljetnice rođenja slavnoga nürnberškog likovnog umjetnika i matematičara Albrechta Dürera. Tim su projektom gradske vlasti ujedno željele potvrditi i reputaciju Nürnberga kao grada obrtnika.
Helmuth Könicke, utemeljitelj i negdašnji šef tvrtke AFAG, pripremio je i sa svojim suradnicima u vrlo kratkom roku razradio projektni plan izgradnje Obrtničkoga dvorišta, koji su potom odobrile gradske vlasti i Ured za zaštitu spomenika (njem. Denkmalschutzamt). S relativno skromnim proračunom od tadašnjih 800 000 njemačkih maraka, na mjestu negdašnje oružarnice unutar starih gradskih zidina obnovljena je postojeća povijesna građevinska struktura, sagrađene nove kućice sa stiliziranim starinskim pročeljima i vidljivim drvenim gredama, radionice i ugostiteljski objekti u kojima se posjetiteljima nude tradicijski specijaliteti franakonijskoga kulinarstva. U slikovitim replikama drevnih obrtničkih radionica svoje su obrte smjestili npr. limari, kožari, staklari i stakloslikari, lončari, zlatari, svijećari, medičari i nadaleko poznati nürnberški izrađivači limenih igračaka.
Obrtničko je dvorište u Nürnbergu za javnost svečano otvoreno 1. travnja 1971. godine. Oduševljenje domaćih i stranih posjetitelja nadmašilo je sva očekivanja gradskih vlasti, koje su stoga odlučile Obrtničko dvorište ostaviti otvorenim i nakon završetka tzv. Dürerove godine.

## Vanjske poveznice

### Sestrinski projekti
|  | Zajednički poslužitelj ima još gradiva o temi Obrtničko dvorište u Nürnbergu |

### Mrežna mjesta
- Nürnberg.de – Handwerkerhof Nürnberg, službene mrežne stranice (njem.)
- YouTube: Handwerkerhof Nürnberg (njem.)